# Strobiligera
Strobiligera (Dall, 1927) é um gênero de diminutos caracóis marinhos, micro moluscos ou moluscos gástropodes marinhos, de conchas espiraladas para a esquerda, da família Triphoridae. 

## Etimologia
Strobilogera – de acordo com Liddell & Scott, o grego: strobilos (στρόβιλος) tinha muitos significados, geralmente alguma coisa distorcida; redemoinho. A palavra hebraica para a pinha (ou cone)  das coníferas, itstrubal, vem do empréstimo da palavra strobilos; e –gera, do latim generare, que pode significar criar, produzir, carregar. 

## Espécies
O gênero Strobiligera agrupa atualmente 25 espécies: 
- Strobiligera bigemma (R. B. Watson, 1880)[4]
- Strobiligera brychia (Bouchet & Guillemot, 1978) [5]
- Strobiligera campista (M. Fernandes & Pimenta, 2019) [6]
- Strobiligera carioca (M. Fernandes, 2024) [7]
- Strobiligera compsa (Dall, 1927) [8]
- Strobiligera cupella (M. Fernandes, 2024) [7]
- Strobiligera delicata (M. Fernandes & Pimenta, 2014) [9]
- Strobiligera dinea (Dall, 1927) [8]
- Strobiligera enopla (Dall, 1927) [8]
- Strobiligera filata (Dall, 1889) [10]
- Strobiligera flammulata (Bouchet & Warén, 1993) [11]
- Strobiligera gaesona (Dall, 1927) [8]
- Strobiligera georgiana (Dall, 1927) [8]
- Strobiligera ibex (Dall, 1881) [12]
- Strobiligera inaudita (Rolán & H. G. Lee, 2008) [13]
- Strobiligera indigena (Dall, 1927) [8]
- Strobiligera lubrica (Bouchet & Warén, 1993) [11]
- Strobiligera meteora (Dall, 1927) [8]
- Strobiligera picta (M. Fernandes, 2024) [7]
- Strobiligera pompona (Dall, 1927) [8]
- Strobiligera santista (M. Fernandes & Pimenta, 2019) [6]
- Strobiligera sentoma (Dall, 1927) [8]
- Strobiligera torticula (Dall, 1881) [12]
- Strobiligera unicornium (Simone, 2006) [14]
- Strobiligera variabilis (M. Fernandes, 2024) [7]

## Morfologia
Diagnóstico: apresenta protoconcha paucispiral ou multiespiral; a protoconcha paucispiral apresenta o primeiro verticilo liso e inflado, maior que o verticilo subsequente, que pode apresentar dois cordões espirais; ou protoconcha multiespiral com concha embrionária coberta por grânulos cruciformes ou em forma de ponta de flecha, a concha larval com dois cordões espirais e escultura axial incompleta; os verticilos da teleoconcha geralmente têm três cordões espirais, sendo o adapical inicialmente menor, mas aumentando em proeminência ao longo da teleoconcha, raramente com apenas dois cordões espirais evidentes; apresenta rádula com dentes centrais, laterais e marginais não diferenciados, com duas cúspides alongadas em forma de garra.  